# Холокост на Криворожье

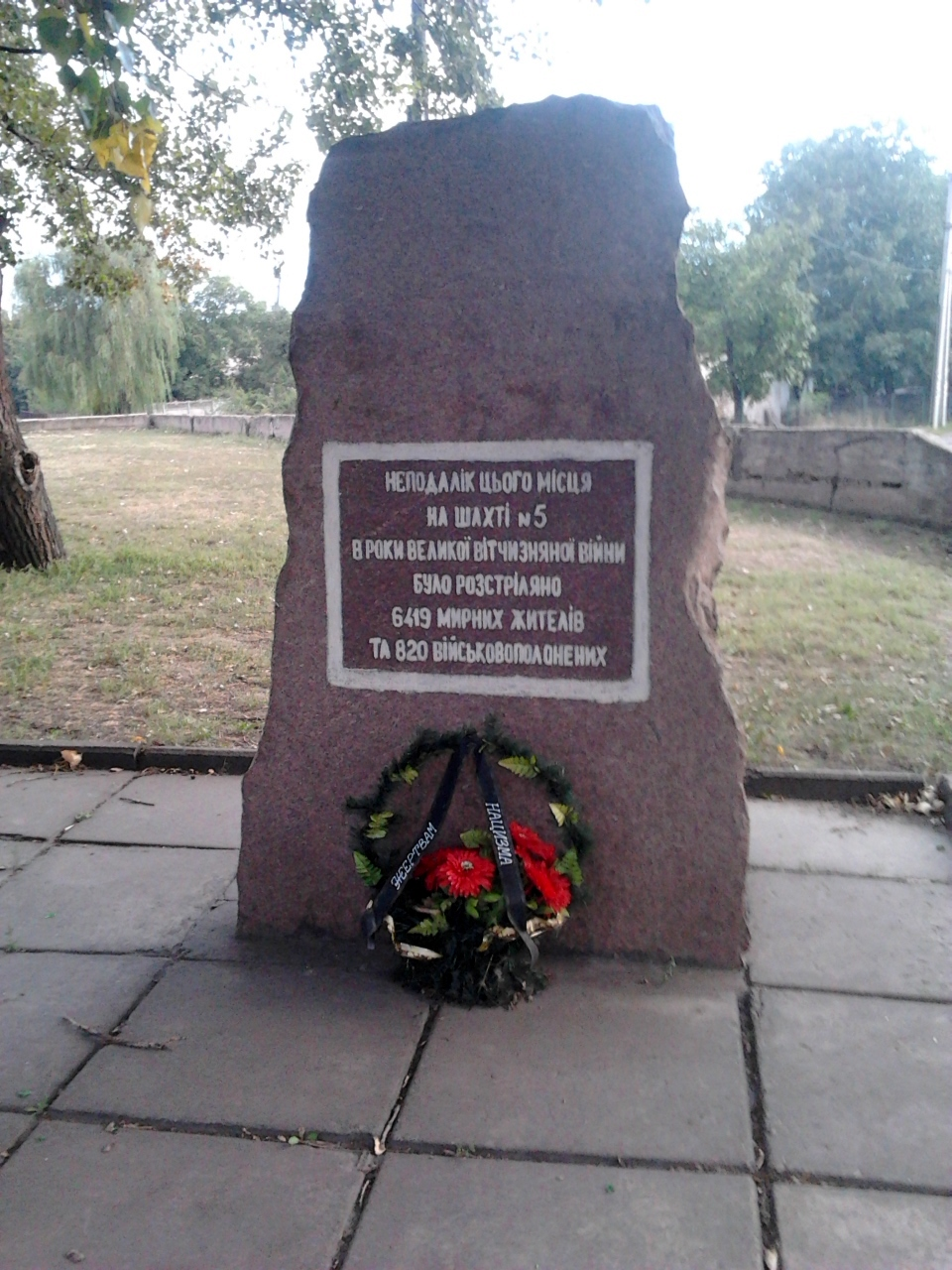
Памятный знак Черногорской трагедии (Кривой Рог)

Холокост на Криворожье — систематическое истребление евреев на территории города Кривой Рог и Криворожского района, оккупированных нацистской Германией в годы Великой Отечественной войны.

## Жизнь евреев Криворожья до войны
В 1920—1930-х годах местных евреев активно привлекали к управлению заводами и шахтами, они участвовали в общественной жизни города и сформировали значительную прослойку криворожской интеллигенции. В сельской местности евреи продолжали заниматься розничной торговлей, медициной и занимать должности в администрации. Как городские так и сельские жители региона утверждают, что межэтнического напряжения в этот период не наблюдалось.
Еврейскую общину Криворожья не обошли советские репрессии. В 1937 году были осуждены как «враги народа» евреи — руководители промышленных предприятий и шахт города Дрейцер, Рабинович, Трахтенберг, Шильман, Весник и другие. Вместе с ними были осуждены работники КРЕСовской электростанции: Теребош, Бригман, Бель, Шмидт и другие. Вместе с тем, и среди работников криворожского отдела НКВД были евреи. В 1930-х годах Криворожский отдел НКВД возглавлял Резников, а начальник одного из отделений был Гуревич, работниками городского отдела НКВД были, как минимум два еврея: Самуил Гусятинский и Эммануил Мамыс. В 1920—1930-х годах евреи были инкорпорированы во многие сферы жизни города. Они продолжали заниматься торговлей, были врачами, инженерами, работали в рядах НКВД. По переписи 1939 года в Кривом Роге было 12 745 евреев, в колонии Ингулец — 226, в Криворожском районе — 599.

## Уничтожение еврейского населения Кривого Рога
14 августа 1941 года немцы вошли в Кривой Рог. С первых дней оккупации город оказался в зоне управления 538-й полевой комендатуры под командованием майора Реглера. Гетто в городе создано не было. С августа 1941 года началось постепенное уничтожение евреев Кривого Рога. В августе 1941 года произошли первые расстрелы айнзацкомандой № 6 (командир штандартенфюрер СС д-р Эрхард Крегер) — было убито 105 евреев. 1—13 сентября эта же команда расстреляла 60 евреев, 14—27 сентября — ещё 26.
12 сентября 1941 года взвод 2-й роты 318-го полицейского батальона вместе с СД расстреляли группу евреев в районе села Широкое, а 25 сентября части 1-й мотопехотной бригады СС расстреляли евреев в районе Кривой Рог-Никополь.
Из свидетельств местного полицая Ивана Семки известно, что в сентябре 1941 года евреев принудительно заставляли работать на разных работах в городе. Он, вместе с другими полицаями, выводил на работы евреев, проживавших на улицах Карла Либкнехта и Саксаганской.
Осенью 1941 года в Кривом Роге базировался штаб высшего фюрера СС и полиции «Россия-Юг» обергруппенфюрера СС Фридриха Екельна, под руководством которого была проведена массовая акция по уничтожению криворожских евреев. 3 октября 1941 года началась подготовка к крупнейшей акции по уничтожению местных евреев. В начале октября Кривой Рог посетил рейхсфюрер СС Генрих Гиммлер. Он намеревался лично проинспектировать акцию массового расстрела, но по ряду причин такой не произошёл.
После визита Гиммлера, в Кривом Роге айнзацкоманда № 6 впервые расстреляла группу еврейских женщин. В городе усилилась антисемитская пропаганда. На страницах местной газеты «Дзвін» 10 октября 1941 года появилась рецензия на фильм «Вечный жид» в которой чётко прослеживалась главная идея: «Долой жидовство!». Наличие подобной рецензии в городской газете, вероятно, является свидетельством того, что в это время в городе проходил кинопоказ этой картины.
Дискуссионной остаётся дата самой масштабной акции по расстрелу евреев в Кривом Роге. Исследователи Александр Круглов, Андрей Уманский и Игорь Щупак в своей монографии, опираясь на немецкие документы, представляют дату начала расстрела 15 октября 1941 года. Однако, свидетели трагедии утверждают, что расстрел произошёл 14 октября 1941 года. Дату 14 октября также можно встретить в архивно-уголовных делах, заведённых советскими органами госбезопасности на криворожских полицаев, задействованных в этом преступлении.
Это заседание дало толчок к крупнейшей в городе акции уничтожения евреев, вошедшей в историю как Черногорская трагедия. Выводить евреев на расстрел начали примерно в 10 часов утра 14 октября. Но перед этим в синагогу вошли следователи криворожского СД Алексей Пастернак и Михаил Стрикаль и отобрали у евреев самые ценные вещи. Часть вещей они отнесли в кабинет начальника милиции М. Тараненко, другую часть — к начальнику агентурно-следственного отдела В. Пастернака.
В этот день было уничтожено около 2000 местных жителей и 800 военнопленных евреев. После расстрела местные полицейские продолжали искать евреев, которые могли остаться в городе. Из свидетельств А. Ильчука известно, что после расстрела евреев в октябре 1941 года к нему в кабинет пришёл полицейский Николай Божко и предоставил ему список из 10—15 семей еврейской национальности, которых необходимо было арестовать и доставить в полицию. А. Ильчук, как глава резервной полиции, назначил для арестов этих лиц трёх полицейских: Школяра, Розума и Карабило (или Карабилова, как в показаниях Куприяненко). Они по его указанию арестовали до 10—15 человек евреев, которые впоследствии были убиты. Расстрелы происходили в районе шахты № 5, а также в карьере кирпичного завода в районе Гданцевки (ныне в черте города Кривой Рог).
Евреев и других задержанных немцы и местные полицейские отвозили в район кирпичного завода и проводили там расстрелы. Розыск и расстрелы евреев в городе продолжались до конца 1943 года. Параллельно немцы и местные полицейские уничтожали евреев в Криворожском районе.

## Убийства евреев в Криворожском районе
Одним из местных организаторов Холокоста в сельской местности Криворожья был начальник полиции Криворожского сельского района Степан Никитский. Одной из задач, которую он ставил перед своими подчиненными, был поиск евреев. В конце января — начале февраля 1942 года руководитель Веселовского волостного участка полиции Павел Нечепуренко в селе Новый Путь (Сталиндорфского района) арестовал 15 евреев. Они содержались в помещении местной школы. Впоследствии Нечепуренко и Никитский отправили их в Кривой Рог. Их фамилии и дальнейшая судьба остаются невыясненными.
Из свидетельств Николая Кондратенко, начальника участкового отдела полиции Зеленобалковской волости, известно, что в пределах Криворожья находилось еврейское поселение Най-Лебен. Первоначально для контроля за еврейским населением колонии был назначен комендант Виктор Дерко (уроженец Николаевской области, немец по национальности) в его подчинении находились два полицая Фёдор Великий и Григорий Снитко. Уничтожение местных евреев началось в январе 1942 года. В самом селе комендант Дерко убил 4 евреев, но большинство было решено отправить в Кривой Рог (вероятно, в шахту № 5, которая находилась ближе к Зеленобалковской волости).
Во время оккупации многие евреи погибли в колонии Ингулец. Там были уничтожены две школы, детский дом, три молитвенных дома, мельница, трикотажная фабрика. Одной из первых жертв в Ингульке стала фельдшер Фира Финварб. Ей приказали отравить воду в колодцах, однако женщина отказалась и её убили. 16 июня 1942 года было убито около 1400 евреев. Свидетель из колонии Ингулец вспоминал, что после её оккупации евреи ещё некоторое время жили свободно, но летом 1942 года их согнали в помещение театра. Это сделали немцы и полицаи, а потом они же повели их на расстрел. Местные полицейские участвовали в конвоировании еврейских семей. И у полицейских, и у немцев было оружие, немцы ехали впереди и позади колонны, а полицаи шли по бокам. Мужчина отмечал, что в конвоировании евреев, помимо прочих, принимали участие трое местных полицаев, но упоминает фамилии только двух человек: Цыганок и Семко. Первого после войны повесили, а второго осудили и он отбывал наказание. Свидетель из села Латовка вспоминает, что расстрел евреев вблизи села произошёл летом 1942 года. В Латовке евреев не было, их свозили для расстрела из колонии Ингулец и села Войково. Из колонии Ингулец пригнали около 300 человек. Перед расстрелом они сами выкопали себе яму, после чего все были убиты. Также произошёл расстрел евреев из села Войково. Среди расстрелянных были дети и женщины.
В 1941—1942 годах на территории Криворожья было уничтожено почти всё еврейское население. Небольшое количество не уничтоженных евреев вынуждены были в ужасных условиях проживать в трудовых лагерях и работать на принудительных работах. Судьба немногих евреев сложилась по-разному. Одни вернулись и дальше жили в городе и сёлах Криворожья, но большинство решили не возвращаться в места, с которыми связаны убийства родных и близких.

## Места памяти о Холокосте на Криворожье
В феврале 1944 года Кривой Рог был освобождён от нацистов и в городе начала действовать чрезвычайная государственная комиссия по установлению и расследованию злодеяний немецко-фашистских захватчиков, по результатам работы которой составлены акты о местах массовых расстрелов и собраны показания очевидцев. Недалеко от шахты № 5, наибольшему месту массового расстрела еврейского населения, был установлен памятник. На памятнике написано, что он установлен в честь погибших мирных жителей, хотя большинство из погибших в районе шахты № 5 были евреями. Другой памятник жертвам Холокоста в Кривом Роге установлен у синагоги «Бейс Штерн Шульман». На памятнике отчеканена цифра 15 тысяч — приблизительное количество погибших евреев Криворожья.
Менее известным остаётся место массового расстрела почти 2 тысяч человек в районе кирпичного завода. Не смотря на то, что есть свидетельская информация о немецких расстрелах в этом месте, памятник здесь так и не установлен. На месте самого большого расстрела в поселении Ингулец был установлен памятник советского образца. Так же памятник погибшим евреям в районе поселения Латовка.